# Modelarstvo
Modelarstvo predstavlja hobi koji se bavi pravljenjem umanjenih, ali funkcionalnih modela raznih tipa vozila ili letelica. Zavisno od toga razlikujemo:
- avio modelarstvo,
- raketno modelarstvo,
- rc modelarstvo,
- brodo,
- auto,
- železničko i dr.

Modelima kao motor može služiti guma, minijaturni motor sa unutrašnjim sagorevanjem, elektromotor, mlazni i raketni motor. Zavisno od vrste modelarstva koriste se različiti motori. Za rc modelarstvo najčešće se koriste elektromotori. U raketnom raketni, a u vazduhoplovnom obično guma ili sus motori.

## Spoljašnje veze
- Modelarstvo